# A mis 33 años
Albums de Julio Iglesias
America
(1976) Aimer la vie
(1978)
Singles
1. Sono io
Sortie : novembre 1977
2. Soy un truhan, soy un señor
Sortie : juin 1978
3. Por un poco de tu amor
Sortie : 1978

A mis 33 años est un album studio du chanteur espagnol Julio Iglesias, sorti le 23 septembre 1977 sur le label Alhambra.

## Liste des titres
| 1. | Soy un truhan, soy un señor                        | - Ramón Arcusa - Manuel de la Calva - Julio Iglesias | 3:04 |
| 2. | Sono io                                            | - Alberto Anelli - Gerardo Gargiulo - Iglesias       | 4:19 |
| 3. | Si me dejas no vale (Si mi lasci non vale)         | - Gianni Belfiore - Luciano Rossi - Iglesias         | 2:18 |
| 4. | Por un poco de tu amor                             | - Albert Hammond - Óscar Gómez                       | 2:59 |
| 5. | Un gorrión sentimental (Domani e un giorno in più) | - Belfiore - Mario Balducci - Iglesias               | 3:40 |

| Face B | Face B                                 | Face B                            | Face B | Face B | Face B | Face B | Face B | Face B | Face B |
| No     | Titre                                  | Auteur                            | Durée  |        |        |        |        |        |        |
| ------ | -------------------------------------- | --------------------------------- | ------ | ------ | ------ | ------ | ------ | ------ | ------ |
| 1.     | Seguiré mi camino                      | - Dino Ramos - Iglesias           | 3:20   |        |        |        |        |        |        |
| 2.     | 33 años                                | Iglesias                          | 3:46   |        |        |        |        |        |        |
| 3.     | Cada dia mas                           | - Arcusa - De la Calva - Iglesias | 3:10   |        |        |        |        |        |        |
| 4.     | ¿Dónde estarás?                        | - Lemesle - Arcusa - De la Calva  | 2:54   |        |        |        |        |        |        |
| 5.     | Goodbye amore mio (Goodbye a modo mio) | - Belfiore - Balducci - Iglesias  | 3:28   |        |        |        |        |        |        |
| 35:48  |                                        |                                   |        |        |        |        |        |        |        |

## Crédits
- Julio Iglesias – producteur
- Ramón Arcusa – producteur, arrangements, chef d'orchestre (pistes A1, A2, A4, A5, B2 – B5)
- Manuel de la Calva – producteur
- Rafael Ferro – arrangements, chef d'orchestre (pistes A3, B1)
- Alan Florence – ingénieur du son
- Juan Vinader – ingénieur du son
- Pepe Loeches – ingénieur du son
- José María Castellví – photographie

Adaptés des notes d'accompagnement de A mis 33 años.

## Classements et certifications
| Classement (1977–82)          | Meilleure position |
| ----------------------------- | ------------------ |
| Argentine (CAPIF)             | 2                  |
| Espagne (AFE)                 | 8                  |
| États-Unis (Hot Latin LPs)    | 3                  |
| Japon (Oricon)                | 52                 |
| Pays-Bas (Mega Album Top 100) | 8                  |

| Classement (1978)          | Position |
| -------------------------- | -------- |
| Espagne (AFE)              | 15       |
| États-Unis (Hot Latin LPs) | 4        |

| Classement (1979)        | Position |
| ------------------------ | -------- |
| Pays-Bas (Album Top 100) | 39       |

### Certifications et ventes
| Pays                                                                                                   | Certification | Ventes certifiées |
| --- | ------------- | ----------------- |
| Argentine (CAPIF)                                                                                      | 2 × Platine   | 120 000^          |
| Brésil (PMB)                                                                                           | 2 × Platine   | 500 000*          |
| Chili                                                                                                  | Or            | NC                |
| Colombie (ASINCOL)                                                                                     | Or            | NC                |
| Espagne (PME)                                                                                          | Platine       | 100 000^          |
| Grèce                                                                                                  | —             | 50 000            |
| Japon                                                                                                  | —             | 12 850            |
| Mexique (AMPROFON)                                                                                     | Platine       | 250 000^          |
| Pays-Bas (NVPI)                                                                                        | Or            | 50 000^           |
| *Ventes selon la certification ^Mise en rayon selon la certification xNon précisé par la certification |               |                   |